# ...de corazón
...de corazón este albumul de debut al formației de origine română Mandinga, lansat în vara anului 2003. Promovarea albumului a constat în trei concerte de lansare și un mini-turneu în cele mai importante orașe din țară. Cântecul „Doar cu tine” a fost extras ulterior pe disc single și a beneficiat de un videoclip. În anul 2004 Elena Gheorghe a continuat să concerteze alături de Mandinga, pentru a promova albumul ...de corazón, demonstrându-și abilitățile vocale interpretând un program latino-american divers: jazz latin, salsa, merengue, latino și cumbia.

## Ordinea pieselor pe disc
1. „Doar cu tine”
2. „La Primavera”
3. „Dacă inima iți bate tare”
4. „Hai cu noi”
5. „Spune-mi”
6. „Mocheta”
7. „Visez”
8. „Solo con tigo”
9. „Visez (remix)”
10. „La Primavera (remix)”
11. „Spune-mi”